# Gravitationsvåg (flödesdynamik)
En gravitationsvåg (en: Gravity wave) är i flödesdynamiken en våg i gränsytan mellan två medier i ett tyngdkraftfält. Ett exempel är vanliga vågor på en sjö, mellan medierna vatten och luft. 
Den engelska beteckningen är gravity wave. I analogi med norska tyngdebølge skulle man kunna säga tyngdvåg på svenska, men den etablerade beteckningen på svenska är istället gravitationsvåg.
Tyvärr kan detta leda till förväxling med benämningen "gravitationsvåg" (en: Gravitational wave) inom fundamental fysik, vilken avser gravitationsstrålning som uppträder som krusningar i krökningen av rumtiden.